# Non drammatizziamo... è solo questione di corna
Non drammatizziamo... è solo questione di corna (Domicile conjugal) è un film del 1970 diretto da François Truffaut.
Girato a Parigi dal 21 gennaio al 18 marzo 1970, è stato presentato in anteprima mondiale a Parigi il 1 settembre 1970, uscito poi nelle sale di Francia dal 9 settembre 1970; costituisce il quarto episodio dalla saga di Antoine Doinel.

## Trama
Antoine e Christine Doinel, due giovani coniugi, in attesa della nascita del primo bambino, vivono un'esistenza modesta ma tranquilla: lei dando lezioni di violino, lui preparando le colorazioni artificiali di fiori destinati a una vicina edicola. Cercando di integrarsi nell'ingranaggio del progresso sociale ed economico, Antoine ottiene un impiego presso l'industria dell'americano Max. Christine, nel frattempo, porta a termine la maternità e dà alla luce un bambino che vorrebbe chiamare Ghislain ma che il marito all'anagrafe registra col nome di Alphonse.
La vita per i due coniugi subisce alcuni mutamenti: Antoine si lascia sorprendere dal fascino esotico di Kyoko, una cliente di Max, della quale diviene l'amante. Per un incidente banale, Christine scopre la tresca di Antoine e lo attacca violentemente, costringendolo a trasferirsi in un hotel. Ma gli incontri con Kyoko hanno un poco alla volta perduto il fascino iniziale e hanno ridestato in Antoine prepotentemente l'immagine della dolce Christine che, a sua volta, per quanto amareggiata non ha cessato di amare il marito. Superate le ultime esitazioni, Antoine e Christine finiscono col riappacificarsi e riprendono la loro esistenza in comune. Un anno dopo sono di nuovo insieme.

## Il titolo italiano
L'infelice titolo italiano, duramente giudicato dai critici cinematografici e da buona parte del pubblico, è nato forse per strizzare l'occhio, a fini di cassetta, alla commedia sexy all'italiana, inquadrando in modo banale un solo aspetto di questa commedia agrodolce tipicamente francese, che narra della vita coniugale di una giovane coppia borghese parigina.

## Cast

### Cameo
Nel film è presente un divertente cameo di un finto Jacques Tati nel ruolo di un personaggio che lui ha interpretato spesso, Monsieur Hulot.

## Riconoscimenti
- National Board of Review Awards 1971
  - Nella lista dei migliori film stranieri